# Yvonne Kohlert
Yvonne Kohlert (* 3. Mai 1963; † 22. August 2009 in Berlin) war eine deutsche Bauingenieurin und Bauleiterin im Amt für Umwelt und Natur des Berliner Bezirks Pankow.

## Leben
Nach dem Abitur studierte Yvonne Kohlert Bauingenieurwesen und erwarb das Diplom. Danach war sie Mitarbeiterin in der Einrichtung Hauptauftraggeber (HAG) Komplexer Wohnungsbau des DDR-Bauministeriums. Nach der Wende übernahm sie eine Stelle im Bezirksamt Prenzlauer Berg Berlin im Aufgabenbereich Umwelt und Naturschutz. Nach der Berliner Verwaltungsreform 2001 wurde sie Mitarbeiterin des Pankower Natur- und Grünflächenamts.
Nach kurzer schwerer Krankheit verstarb Yvonne Kohlert 2009.

## Wirken (Auswahl)
Viele Projekte führte Yvonne Kohlert in Zusammenarbeit mit Künstlern oder Architekten aus.
- 1998/1999: Neugestaltung der Grünflächen im Innenbereich nordöstlich der Storkower Straße, für den der Name Einsteinpark beschlossen wurde.

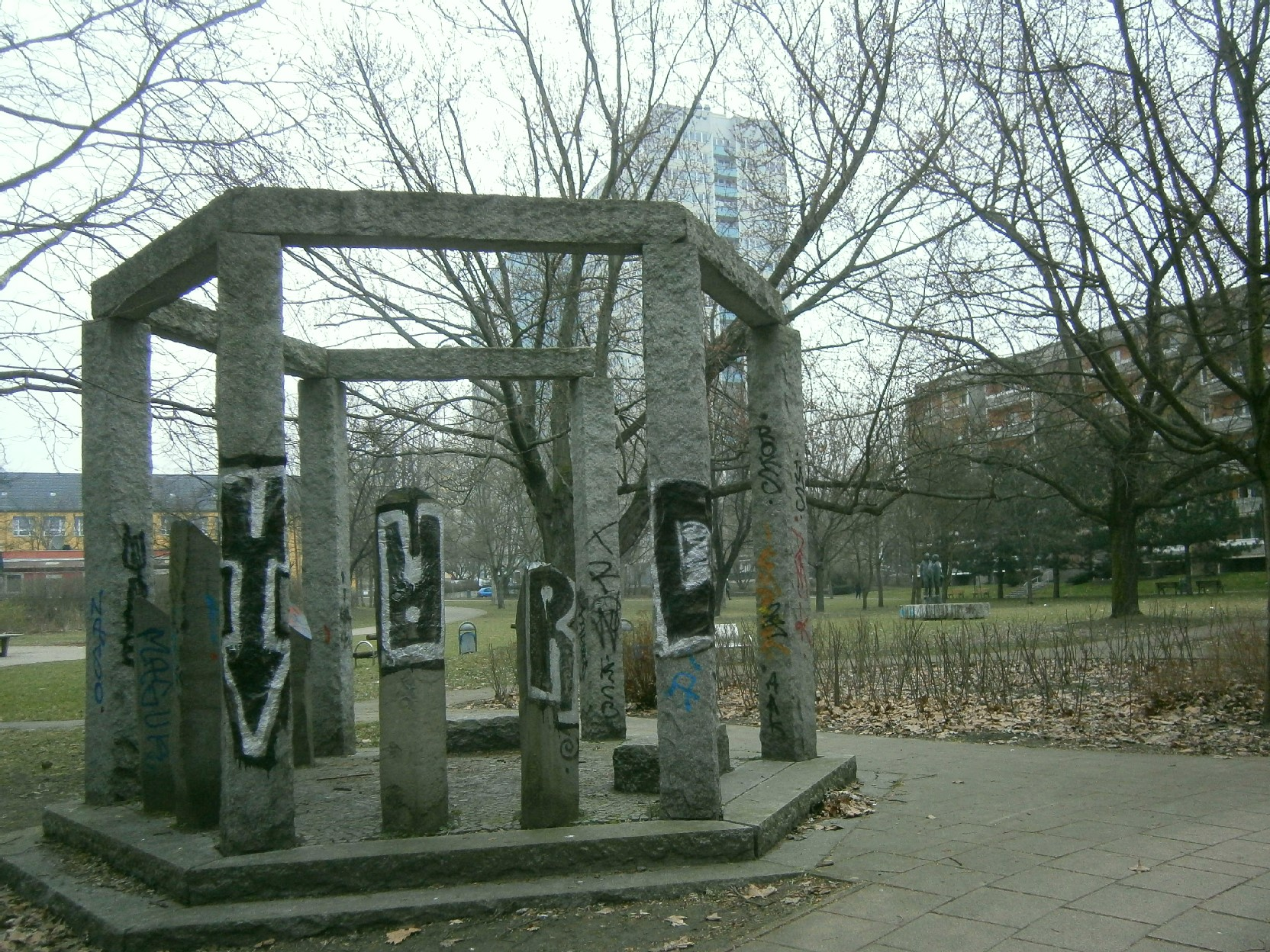
Einstein-Pavillon in Berlin

Pläne für einen Gedenkpavillon des Namensgebers Albert Einstein. Vom Bezirksamt beauftragte Steinmetze fertigten nach ihren Entwürfen sechs grob behauene Pfeiler aus grauem Granit mit fünf oben aufliegenden Granitbalken. Zwischen drei Stelen wurden je zwei halbhohe Basaltsäulen mit polierter schräger Oberfläche platziert. Der allseitig offene Pavillon steht leicht erhöht auf einer sechseckigen Fläche und symbolisiert mit seiner Form ein hexagonales Prisma.
Auf den Säulen und Balken des Bauwerks befinden sich Formeln Einsteins. Unmittelbar neben dem architektonischen Objekt ist aus kleinen Pflastersteinen seine bekannteste Formel als Fußbodenmosaik eingelassen: E=mc2.
- 2002/2003: Schulhöfe in der Mendelssohnstraße und in der Heinrich-Roller-Straße[3]:

In der Mendelssohnstraße wurden ein großer Sandkasten angelegt sowie ein hölzernes Spielehaus, Holz-Klettergerüste und eine sehr stabile Mehrpersonenschaukel aufgestellt.
Auf dem Schulhof der Heinrich-Roller-Grundschule wurde ein bunter langschwänziger Drache zum Herumturnen installiert.
- 2003: Spielplatz Der blaue Drache für die Grundschule am Falkplatz, Gleimstraße 49; zusammen mit Kerstin Gersch.[3]

Installation eines Drachens aus Beton, der mit blauen Mosaiksteinchen rundherum geschmückt ist, als Klettergerät.
- 2005: Pocket Park Wohnzimmer in der Pankower Florastraße 87, zusammen mit Kerstin Gersch[3] und Igor Jerschov

Es handelt sich um eine speziell für Blinde gestaltete quadratische Installation. Auf dem imaginären Grundriss eines Gründerzeithauses haben die Künstler eine komplette „Wohnung“, bestehend aus einer angedeuteten „Wohnungstür“, „Schlafzimmer“, „Wohnstube“, „Küche“ und „Flur“ gestaltet. Daneben gibt es noch rechts und links je ein kleines, schmales „Gärtchen“ mit einem Metallzaun, in dessen Mitte sich der rampenähnliche Zugang zur „Haustür“ befindet. Alle „Räume“ sind mit großzügigen Möbelstücken oder Gebrauchsgegenständen aus bunten Mosaiksteinchen haptisch ausgestattet. Eine „Sitzgruppe“ mit Couch, zwei Sesseln und Tisch, auf dem ein Mensch-ärgere-Dich-nicht-Spielbrett eingearbeitet ist, stellt das „Wohnzimmer“ dar. Durch eine auf dem Boden markierte „Tür“ gelangen die „Parknutzer“ in das „Schlafzimmer“ mit einem Bett mit einem Rosen-geschmückten „Kopfkissen“. Im „Flur“ befindet sich eine weitere „Sitzecke“,
Der Wohnzimmer-Park berücksichtigt die Belange von blinden Menschen dadurch, dass die gedachten Zimmerwände durch Steinlinien in den Boden eingelassen sind und die mit dem Blindenstock deutlich ertastet werden können. Die Fußböden sind mit Gehwegsteinen gepflastert. Zusätzlich ist alles mit großer Schrift markiert.
Der Pocketpark wurde im Jahr 2005 mit dem Gustav-Meyer-Sonderpreis für hervorragend geplante und gebaute Gartenarchitektur ausgezeichnet.
- Kommunale Spielplätze in der Jablonskistraße[3]
- 2007: das Keramik-Kunstwerk Drei Bänke auf dem Schulhof der Elizabeth-Shaw-Grundschule, der 1903 eingeweihten ehemaligen Zweiten Gemeindeschule, in der Pankower Grunowstraße 17[8]

Hier arbeitete sie ebenfalls mit Christine Gersch und Igor Jerschov zusammen.